# Pocari Sweat
A Pocari Sweat (ポカリスエット; Hepburn: Pokari Suetto) egy népszerű japán üdítő- és sportital, melyet az Ocuka Pharmaceutical állít elő. Először 1980-ban hozták forgalomba, mára már Kelet-Ázsiában, Délkelet-Ázsiában és a Közel-Keleten is elérhető.
A Pocari Sweat egy enyhén ízesített, viszonylag könnyű, szénsavmentes üdítőital, amit „ion biztosító ital”-ként reklámoznak. Enyhén grapefruit ízű, kis utóízzel. A palackon feltüntetett alapanyagok közé tartozik a víz, a cukor, a citromsav, a nátrium-citrát, a nátrium-klorid, a kálium-klorid, a kalcium-laktát, a magnézium-karbonát és az ízestőszerek. Alumínium dobozokban és műanyag palackokban árusítják, valamint kapható por állapotban is a vízzel való összekeveréshez.

## Elnevezés
Az verejtékre (sweat angolul); az izzadságból származó testnedvre való utalás egy üdítőital nevében humoros vagy éppen visszataszító lehet az angol anyanyelvűek számára. A gyártók eredetileg azért választották ezt a nevet, mert a terméket sportitalként akarták bevezetni Japánban, ahol az emberek általában nem szó szerint értelmezik az angol nyelvű neveket és ezért nem is zavarja őket a konnotáció. Az elnevezés nagyrészt abból származik, amire az ital hivatott: ellátni az embereket az izzadság során eltávozó összes tápanyaggal és elektrolittel.
A név első fele; a Pocari egy teljesen értelmetlen szó; a szót a csilingelő hangzása miatt alkották meg.

## Lásd még
- Aquarius (a The Coca-Cola Company gyártja)
- Calpis
- Oronamin C Drink
- Foreign branding
- 100plus